# Соонвальд, Эуген Аугустович
Э́уген А́угустович Соо́нвальд (эст. Eugen Soonvald; 1912 — 1994) — советский и эстонский машиностроитель, изобретатель и педагог, лауреат Сталинской премии. Один из основоположников эстонского экскаваторостроения.

## Биография
Родился 5 (18 октября) 1912 года в Юрьеве (ныне Тарту, Эстония) в семье механика. В 1934—1936 годах учился в Тартуском университете на техническом факультете. В 1940 году окончил Таллинский технический институт (ныне Таллинский технический университет) по специальности «машиностроение».
В 1935 году начал педагогическую деятельность в Тартуском университете, в 1936 — 1941 годах и затем в 1945 — 1973 годах преподавал в Таллинском политихническом институте (ТПИ):
- до 1947 — ассистент;
- 1947—1951 — доцент и руководитель кафедры машиностроения;
- 1947—1958 — декан факультета машиностроения;
- 1958—1968 — доцент и руководитель кафедры автотранспорта[4].

Во время Великой Отечественной войны Э. Соонвальд работал в эвакуации на Урале, помогая наладке эвакуированных на восток производств и преподавая в высших учебных заведениях Свердловска и в Уральском филиале АН СССР. В 1944—1945 годах исполнял обязанности заместителя народного комиссара сланцевой и химической промышленности ЭССР. Преподавая в ТПИ, вместе с группой коллег и производственников принял участие в разработке, конструировании и внедрении машины для комплексной механизации уборки фрезерного торфа. За эту работу Э. Соонвальд был удостоен Сталинской премии за 1950 год. На рубеже 1950-х — 1960-х годов исполнял обязанности главного конструктора Специального конструкторского бюро Таллинского экскаваторного завода. С 1973 года по 1988 год работал главным специалистом в проектном институте EKE Projekt (эст. Eesti kolhoosiehitus — «Эстонское колхозное строительство»).
Э. Соонвальд является автором соавтором ряда патентов в области машиностроения.
Умер 19 февраля 1994 года. Похоронен в Таллине на кладбище Рахумяэ.
В октябре 2012 года в Таллинском техническом университете была организована выставка, посвящённая 100-летию со дня рождения Э. Соонвальда.

## Таллинский экскаваторный завод
Таллинский экскаваторный завод (с 1975 года производственное объединение «Таллэкс») был образован в 1956 году и сразу приступил к производству цепных экскаваторов-дреноукладчиков для нужд мелиорации. С 1957 года завод производил модель ЭТН-142, которая была передана с киевского завода «Красный экскаватор» и изготавливалась на базе трактора ДТ-75, а с 1960 года перешёл к производству модели ЭТН-171, целиком разработанной на таллинском предприятии. Во внедрении модели ЭТН-142 и в разработке модели ЭТН-171 принимали активное участие студенты факультета машиностроения Таллинского политехнического института, деканом которого был Э. Соонвальд, и разработка шла под его непосредственным руководством. Для многих из них узлы и агрегаты ЭТН-171 стали дипломной работой, а после окончания института целый ряд выпускников продолжил работу на экскаваторном заводе, составив кадровую основу его конструкторского отдела. В этот период Э. Соонвальд был назначен исполняющим обязанности главного конструктора Специального конструкторского бюро, созданного на заводе. ЭТН-171 впоследствии стал основой всех будущих моделей экскаваторов-дреноукладчиков, выпускавшихся Таллинским экскаваторным заводом (ЭТЦ-202 и др.), а Э. Соонвальда считают «отцом» эстонского экскаваторостроения.

## Публикации
Э. Соонвальд являлся соавтором и редактором 13-томного учебного пособия «Элементы машин», выходившего в 1950—1955 годах:
- H. Kuldma, R. Kriis, H. Lepikson, E. Soonvald и др. Masina-elemendid. — Tallinn: Eesti Riiklik Kirjastus, 1950—1955. — Т. 1—13.

## Награды и премии
- Сталинская премия третьей степени (1950) — за коренное усовершенствование методов добычи, уборки и брикетирования фрезерного торфа в ЭССР[4][7].
- Три Государственных премии ЭССР (1948; 1949, в качестве главного конструктора машин, торфодобывающих и брикетирующих машин[4]; 1970, вместе с рядом работников «Таллэкса» (Э. А. Инносом, Э. Н. Шкневским, Х. Хунтом, В. Краузе, Э. Марком, А. Суурпере, Х. Вийроком, П. Трейером, К. Гайлитом, Н. Каревом, К. Райдма) — за создание, организацию серийного производства и внедрение в народное хозяйство предназначенных для мелиоративных работ цепных траншейных экскаваторов ЭТН-171 и ЭТЦ-202 и предназначенного для нужд связи и энергетики экскаватора ЭТЦ-161 (эст. „Maaparandustööde jaoks kett-tranšee-ekskavaatorite ETN-171 ja ETZ-202 ning side ja energeetika vajadusteks ekskavaatori ETZ-161 loomine, seeriaviisilise tootmise organiseerimise ja rahvamajandusse juurutamine“)[4][2].